# GNOME Office
GNOME Office是一個用於GNOME的免費辦公軟體，包括：
- AbiWord文字編輯器
- Novell Evolution新聞群組和電子郵件應用
- Evince文件閱讀器
- Gnumeric電子試算表
- Glom資料庫
- Agnubis簡報（已停止開發）
- Criawips簡報（已停止開發）
- Ease演示工具（使用Clutter，開發中）